# Jean-Paul Pieddeloup
Jean-Paul Pieddeloup, né le 28 octobre 1921 dans le 14e arrondissement de Paris et mort le 14 décembre 2009 à Saint-Maur-des-Fossés, est un rameur d'aviron français.

## Carrière
Après avoir été barreur à la Société de Nautique de la Marne, Jean-Paul Pieddeloup, chef maquilleur, est membre de l'Union sportive métropolitaine des transports.
Il est médaillé d'or en quatre de pointe aux Championnats d'Europe d'aviron 1947 à Lucerne.
Il est demi-finaliste en quatre barré aux Jeux olympiques d'été de 1948 à Londres. Il est médaillé de bronze en huit aux Championnats d'Europe d'aviron 1953 à Copenhague.